# Según Roxi
Según Roxi es una comedia argentina que comenzó como serie web en YouTube y luego fue adaptada para televisión. La temporada de televisión fue estrenada por Cable en Lifetime Latinoamérica en mayo de 2015, luego comenzó a emitirse en Netflix de toda Latinoamérica y Estados Unidos, y finalmente se estrenó en televisión abierta por la Televisión Pública Argentina el 24 de mayo de 2016, los martes a las 22:00. La segunda temporada es una coproducción entre La Maldita, Televisión Pública Argentina y la plataforma Contar. Cuenta con 13 episodios de media hora que fueron estrenados en noviembre de 2018 por Televisión Pública Argentina y Contar. En junio de 2019, Movistar Series y Movistar Play estrenó la primera temporada en Latinoamérica y en agosto de 2019 la segunda temporada. Actualmente ambas temporadas de la serie pueden verse en Movistar Play en Latinoamérica y en Contar en Argentina.
Además el proyecto cuenta con dos libros publicados por Penguin Random House: "Según Roxi, autobiografía de una madre incorrecta" (Grijalbo, 2013) y "Cómo ser la peor mamá del mundo" (Grijalbo, 2017). También se han realizado dos espectáculos teatrales en Argentina: "Según Roxi, la obrita de teatro" y "Cómo ser la peor mamá del mundo".

## Sinopsis
Según Roxi es una comedia sobre una madre urbana, sobreocupada, ansiosa y adicta a las harinas. Cargada de bolsos, culpas y planes, está siempre en busca de su eje y lucha por recuperar su instinto frente a las voces enloquecedoras de la gran ciudad. Mamis del jardín, maestras, pediatras, chamanes, familiares, comerciantes y cientos de opinólogos compulsivos saturan de información a esta madre primeriza que en cada decisión siente que está dando examen, y en cada resultado siente que falla. Roxi supo ser una mujer fuerte, decidida y valiente, pero desde que es madre se transformó en un ser vulnerable, inseguro y muy divertido.

## FumoChupoBailo
El Fumochupobailo es el extremo aprovechamiento del momento de ocio de una mami, a veces esperado por meses o años, en el que la persona abducida por la vida naiff pretende convertirse en el ser tóxico que alguna vez supo ser. 

## Reparto

### Protagonistas
- Julieta Otero como «Roxana "Roxi" Márquez»
- Diego de Paula como «Fabián Márquez»
- Emilia Bianchi como «Clara "Clarita" Márquez»
- Emiliano Ré como «Pablo»
- Lucía Conde como «Kerly»
- Leonora Balcarce como «"Mami Espléndida"»
- Ana Garibaldi como «"Mami Común"»
- Mara Bestelli como «"Mami Natural"»
- Chang Sung Kim como «Rolo»
- Silvina Sabater como «Dra. Badaracco»
- Noralih Gago como «"Mami Quilombera"»
- Victoria Solarz como «"Seño Terra"»
- Germán de Silva como «"Polaco"»
- Sang Min Lee como Esposa de Rolo

### Participaciones especiales
- Daniel Hendler como Dr. Mariano Pezzola
- Mariano Peluffo como Conductor "Gran Madre"
- Paola Barrientos como Andrea Rodríguez
- Andrea Rincón como Ella Misma
- Luciana Lifschitz como Recepcionista depiladora
- Uriel Gustavino como Escribano
- Tomás Garrahan como Comprador pediatra
- Candela Vetrano como Ambar

### Participaciones de voz
- Luis Albornoz como "Gran Hermano"
- Gipsy Bonafina como «Sra de Márquez»(Madre de Roxi)
- Alberto Clementín como «Sr Márquez»(Padre de Roxi)

## Audiencia
| #1 | Martes | 24 de mayo de 2016  | 1.0 | ↓ Bajó  | No | [ 1 ] |
| #2 | Martes | 31 de mayo de 2016  | 0.5 | ↓ Bajó  | No | [ 2 ] |
| #3 | Martes | 7 de junio de 2016  | 0.8 | ↑ Subió | No | [ 3 ] |
| #4 | Martes | 14 de junio de 2016 |     |         |    |       |
| #5 | Martes | 21 de junio de 2016 |     |         |    |       |

     Emisión más vista hasta el momento.

     Emisión menos vista hasta el momento.

| Predecesor: - | ' 2016 | Sucesor: Por definirse |

## Adaptaciones
- Según Bibi (2018), es el nombre de la versión mexicana producida por Televisa y emitida por Las Estrellas a partir de mayo de 2018, protagonizada por Gicela Sehedi como "Bibi", Felipe Nájera como "Meme" e Isabella Vázquez como "Clarita".